# Kanton La Petite-Pierre
La Petite-Pierre is een voormalig kanton van het Franse departement Bas-Rhin. Het kanton maakte deel uit van het arrondissement Saverne.
Het kanton is op 1 januari 2015 opgeheven en de gemeenten de gemeenten werden ingedeeld bij het nieuwe kanton Ingwiller.

## Gemeenten
Het kanton La Petite-Pierre omvatte de volgende gemeenten:
- Erckartswiller
- Eschbourg
- Frohmuhl
- Hinsbourg
- Lichtenberg
- Lohr
- Petersbach
- La Petite-Pierre (hoofdplaats)
- Pfalzweyer
- Puberg
- Reipertswiller
- Rosteig
- Schœnbourg
- Sparsbach
- Struth
- Tieffenbach
- Weiterswiller
- Wimmenau
- Wingen-sur-Moder
- Zittersheim